# کیدی باره
کیدی باره (زاده ۲۸ اوت ۱۹۹۷) بازیکن فوتبال اهل آلبانی است که هم‌اکنون در باشگاه فوتبال اتلتیکو مادرید بازی می‌کند.